# HMS Upright (N89)
Le HMS Upright (N89) est un sous-marin britannique de classe U en service dans la Royal Navy pendant la Seconde Guerre mondiale.
Sa quille est posée le 6 novembre 1939 au chantier naval Vickers Armstrongs de Barrow-in-Furness, en Angleterre. Il est lancé le 21 avril 1940 et mis en service le 3 septembre 1940 sous le commandement du lieutenant Francis John Brooks.

## Historique
L'Upright passa la majeure partie de sa carrière en Méditerranée, où il coula le chasseur de sous-marins italien Albatros (en), les marchands italiens Silvia Tripcovich, Fabio Filzi et Carlo del Greco, le croiseur léger italien Armando Diaz et lança une attaque contre une cale sèche italienne. Il endommagea également le transport Galilea. Le 23 février 1942, le HMS Upright acheva sa 24e patrouille (dont 22 en Méditerranée) depuis Malte. Il fit ensuite de nombreux exercices militaires dans l'Atlantique avant d'être vendu pour démolition le 19 décembre 1945 et mis au rebut à Troon en mars 1946.

## Commandant
- Lieutenant Francis John Brooks du 5 juillet 1940 au 16 décembre 1940.
- Lieutenant commander John Henry Eaden du 16 décembre 1940 au 6 janvier 1941.
- Lieutenant Edward Dudley Norman du 6 janvier 1941 au 24 avril 1941.
- Lieutenant Russell Stanhope Brookes du 24 avril 1941 au 12 mai 1941.
- Lieutenant Edward Dudley Norman du 12 mai 1941 au 13 juin 1941.
- Lieutenant John Somerton Wraith du 13 juin 1941 au 8 février 1942.
- Lieutenant John Walter David Coombe du 8 février 1942 au 24 février 1942.
- Lieutenant John Somerton Wraith du 24 février 1942 à juin 1942.
- Lieutenant David Swanston de juin 1942 au 1er juillet 1942.
- Lieutenant commander Anthony Foster Collett du 1er juillet 1942 au 11 décembre 1942.
- Lieutenant William Warner Dennis du 11 décembre 1942 au 27 janvier 1943.
- Lieutenant Peter Robert Helfrich Harrison du 27 janvier 1943 à début 1944.
- Lieutenant Ronald Max Seaburne-May de début 1944 au 21 mai 1944.
- Lieutenant James Anthony Lawrence Wilkinson du 21 mai 1944 au 22 octobre 1945.